# LGL21
Optimus G LGL21（オプティマス ジー エルジーエル ニイチ）は、韓国のLGエレクトロニクスよって日本国内向けに開発された、auブランドを展開するKDDIおよび沖縄セルラー電話のCDMA 1X WIN、および第3.9世代移動通信システム（au 4G LTE）対応スマートフォンである。

## 概要
グローバルモデルであるLG Optimus Gの日本国内ローカライズモデルで、IS11LGの事実上の後継機種である。
スペックは同時期にNTTドコモ向けに発売されたL-01Eとほぼ同等だが、こちらはNOTTV（モバキャス） 用チューナーは搭載せず、NFCに対応している。また、カラーバリエーションもL-01Eの赤と黒から白と青に変更して差別化を図っている。
なお、日本国内向けのOptimusシリーズでは最初にNFCに対応した。
ちなみに、韓国版は2014年5月にAndroid 4.4.2へのアップデートが行われ、グローバル版とドコモ版もアップデートに対応しているが、本機のアップデートに関しては未定となっている。

## 沿革
- 2012年（平成24年）10月17日 - KDDI、およびLGエレクトロニクス・ジャパンより公式発表。
- 2012年11月2日 - 全国にて一斉発売。
- 2013年（平成25年）1月 - 沖縄地区にて販売終了。
- 2013年4月 - 上記以外の残りの全地区にて販売終了。

## プリインストールアプリケーション
- au Market
- au スマートパス
- auかんたん設定
- LISMO Player
- ビデオパス
- うたパス
- Friends Note
- GREEマーケット
- Facebook
- Eメール
- SMS
- au ID 設定
- au Wi-Fi接続ツール
- au 災害対策
- auお客さまサポート
- 3LM Security
- リモートサポート
- auテレビ．Gガイド
- NFCメニュー
- バーコードリーダー
- ソフトウェア更新
- SmartShare
- タスクマネージャー
- 赤外線
- メディアホーム
- LG Tag+
- ビデオエディタ
- ノートブック
- ダウンロード
- Backup
- 7notes with mazec-T
- おサイフケータイ
- Polaris Office 4.0
- SmartWorld
- アラーム時計
- インターネット
- カレンダー
- 電話
- カメラ
- 連絡先
- ギャラリー
- 設定
- 動画
- ボイスレコーダー
- 電卓
- テレビ
- 音楽
- Latitude
- ナビ
- ローカル
- Gmail
- トーク
- マップ
- YouTube
- Playストア
- Playムービー
- Google+
- メッセンジャー
- Chrome
- 検索

■ショートカットアプリ
- おはなしアシスタント
- Skype
- ウイルスバスター
- NFCタグリーダー
- GLOBAL PASSPORT
- 安心アクセス
- Photo Album
- au Cloud
- LAWSON
- LISMO Book Store
- お買い物サーチ
- GREE
- じぶん銀行
- Dolphin Browser for au
- スマホカバー
- SATCH
- NAVITIME for auスマートパス
- ニコニコ動画(au)
- TOLOT ﾌｫﾄﾌﾞｯｸ
- LINE
- ジーニアス英和辞典第4版・和英辞典第3版
- 取扱説明書

## その他機能
※PC向けWebブラウザが標準装備されている。携帯向けサイト(EZWeb)は他のスマートフォンやPCと同じく閲覧不可。
| 主な機能・対応サービス                                                  | 主な機能・対応サービス                           | 主な機能・対応サービス              | 主な機能・対応サービス        |
| ----------------------------------------------------------------------- | ------------------------------------------------ | ----------------------------------- | ----------------------------- |
| auウィジェット Webブラウザ                                              | LISMO! for Android メディアプレイヤー LISMO WAVE | おサイフケータイ NFC                | ワンセグ DLNA/DTCP-IP         |
| au one メール PCメール Gmail EZwebメール                                | デコレーションメール デコレーションアニメ        | Skype au                            | PCドキュメント                |
| au Smart Sports Run & Walk Karada Manager ゴルフ(web版) Fitness、歩数計 | GPS 方位計                                       | au oneナビウォーク au one助手席ナビ | au one ニュースEX au one GREE |
| かんたんメニュー じぶん銀行                                             | 緊急速報メール                                   | Bluetooth                           | 無線LAN機能 (Wi-Fi)           |
| 赤外線通信 (IrSimple) (IrSS)                                            | WIN HIGH SPEED au 4G LTE                         | グローバルパスポート                | auフェムトセル                |
| microSD microSDHC                                                       | モーションセンサー(6軸)                          | 防水 防塵                           | 簡易留守録 着信拒否設定       |

- 安心セキュリティパックはフル対応

## ケータイアップデート
2012年12月20日のアップデート
- Eメールの自動受信ができない場合がある不具合の解消。

2013年4月18日のアップデート
- 電話帳データを転送後に正しく表示されない場合がある不具合の解消。